# Río Olnie
Río Olnie o simplemente El Olnie es una localidad en la región de la Patagonia, en el departamento Río Chico, en la Provincia de Santa Cruz; Argentina; sobre la RN 40. 
La patagónica localidad de Olnie es un paso de turistas obligado y un lugar para el encuentro de paisanos y lugareños de la zona.
A 268 km de Perito Moreno, a 63 de Bajo Caracoles, y a 330 km de Gobernador Gregores.